# Fluoroacetato di sodio
Il fluoroacetato di sodio è il composto chimico di formula FCH2CO2Na. In condizioni normali è una polvere incolore e inodore, facilmente solubile in acqua. Si trova in natura in varie piante come metabolita anti-erbivori, ma viene prodotto anche artificialmente. Il composto è fortemente tossico ed è stato ampiamente usato in passato come rodenticida (veleno per topi). Data l'estrema pericolosità l'uso è stato proibito in molti stati.

## Storia
Il fluoroacetato fu scoperto in Germania da chimici militari durante la seconda guerra mondiale. Le sue proprietà rodenticide furono scoperte poco dopo negli Stati Uniti. Il nome "1080" era inizialmente un numero di catalogo, che diventò poi una denominazione di prodotto.

## Sintesi
Il fluoroacetato di sodio è preparato trattando con fluoruro di potassio l'estere etilico dell'acido monocloroacetico per trasformarlo in estere etilico dell'acido monofluoroacetico; segue quindi idrolisi con NaOH.

## Presenza in natura

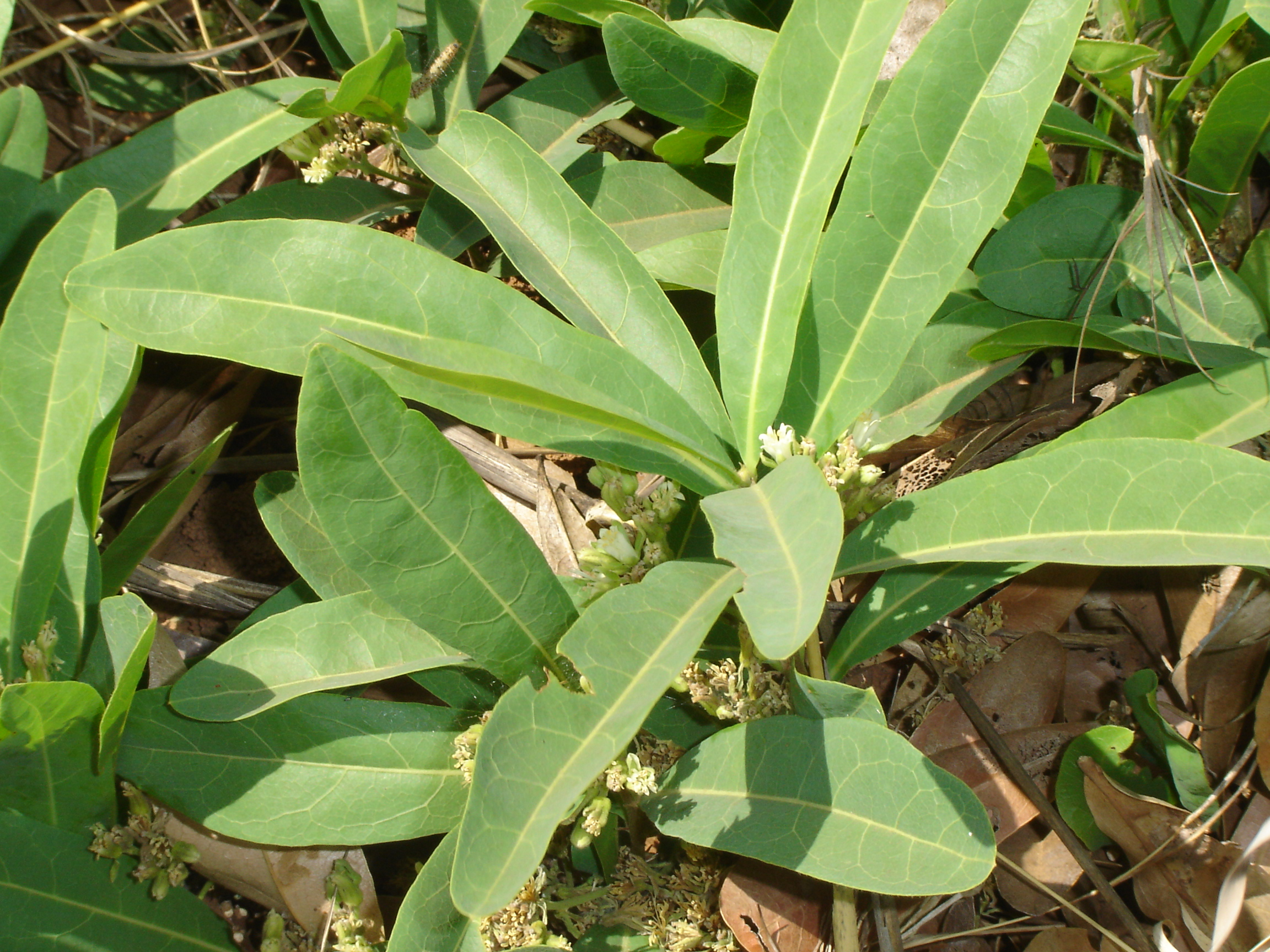
Pianta di gifblaar

L'anione fluoroacetato è presente in natura in almeno 40 piante in Australia, Brasile e Africa. Fu identificato per la prima volta da Marais nel 1944 nelle foglie velenose del gifblaar (Dichapetalum cymosum), un arbusto dell'Africa meridionale. Già dal 1904 i coloni in Sierra Leone per avvelenare i topi utilizzavano estratti di Chailletia toxicaria, che pure contiene acido fluoroacetico o suoi sali. Quantità molto piccole di fluoroacetato sono state trovate in molte piante, compreso il tè. Questo veleno è presente in molte piante native dell'Australia, tra le quali specie dei generi Gastrolobium, Gompholobium, Oxylobium, Nemcia e Acacia.

## Tossicologia
Il fluoroacetato è fortemente tossico per mammiferi e insetti. La tossicità varia a seconda della specie.
La dose orale letale per l'uomo è 2–10 mg/kg. La dose letale LD50 per i gatti è 0,3–0,5 mg/kg. Per varie specie di uccelli come il passero e lo storno i valori di LD50 sono 2–3 mg/kg. Per le cavie si ha un LD50 di 0,3 mg/kg. Uccelli e carnivori si avvelenano spesso cibandosi da carcasse avvelenate.
Per gli organismi acquatici invece il fluoroacetato è sostanzialmente non tossico (per i pesci LC50 a 96 ore è 54 mg/L; per i crostacei EC50 a 48 ore è 350 mg/L).
Il fluoroacetato di sodio è molto tossico, può essere fabbricato facilmente ed è semplice da utilizzare; è stato notato che queste caratteristiche lo rendono un'arma potenzialmente utile nelle mani di terroristi.

### Meccanismo d'azione
L'anione fluoroacetato è simile all'acetato, che ha un ruolo fondamentale nel metabolismo cellulare. Il fluoroacetato interrompe il ciclo dell'acido citrico (conosciuto anche come ciclo di Krebs). Si combina con il coenzima A per formare fluoroacetil CoA, che reagisce con la citrato sintasi formando fluorocitrato. Un metabolita del fluorocitrato si lega molto fortemente all'aconitasi, arrestando il ciclo dell'acido citrico. Ne risulta un accumulo di citrato nel sangue che priva le cellule di energia.

### Sintomi
Nell'uomo i sintomi di avvelenamento appaiono di solito da 30 minuti a tre ore dopo l'esposizione. Inizialmente i sintomi tipici sono nausea, vomito e dolori addominali; seguono poi sudorazione, confusione e agitazione. Se l'avvelenamento è importante si sviluppano anomalie come tachicardia o bradicardia, ipotensione e modifiche dell'elettrocardiogramma. Dal punto di vista neurologico si hanno spasmi muscolari e convulsioni; la coscienza viene progressivamente compromessa e dopo alcune ore si arriva al coma. La morte è di solito causata da aritmie ventricolari, ipotensione progressiva che non risponde a trattamenti, e infezioni polmonari secondarie.
Negli animali domestici i sintomi variano: i cani tendono a mostrare disfunzioni del sistema nervoso come convulsioni epilettiche e movimenti incontrollabili di corsa, mentre i grandi erbivori come i bovini e le pecore mostrano più spesso disturbi cardiaci.
Dosi non letali di fluoroacetato di sodio possono causare danni ai tessuti con alto fabbisogno energetico, in particolare cervello, gonadi, cuore, polmoni e feto. Dosi non letali sono in genere completamente metabolizzate ed escrete nel giro di quattro giorni.

### Trattamento
Non sono noti antidoti efficaci. Ricerche su scimmie hanno mostrato che l'uso di monoacetato di glicerina può prevenire problemi se somministrato dopo l'ingestione del veleno; questa terapia è stata sperimentata su animali domestici con qualche risultato positivo. In teoria il monoacetato di glicerina dovrebbe fornire gli ioni acetato per permettere la respirazione cellulare interrotta dal fluoroacetato di sodio.
In casi clinici sono stati necessari anche miorilassanti, anticonvulsanti, ventilazione artificiale e altri metodi di supporto. Pochi animali o persone sono stati trattati con successo dopo l'ingestione di quantità significative di fluoroacetato di sodio.

## Uso

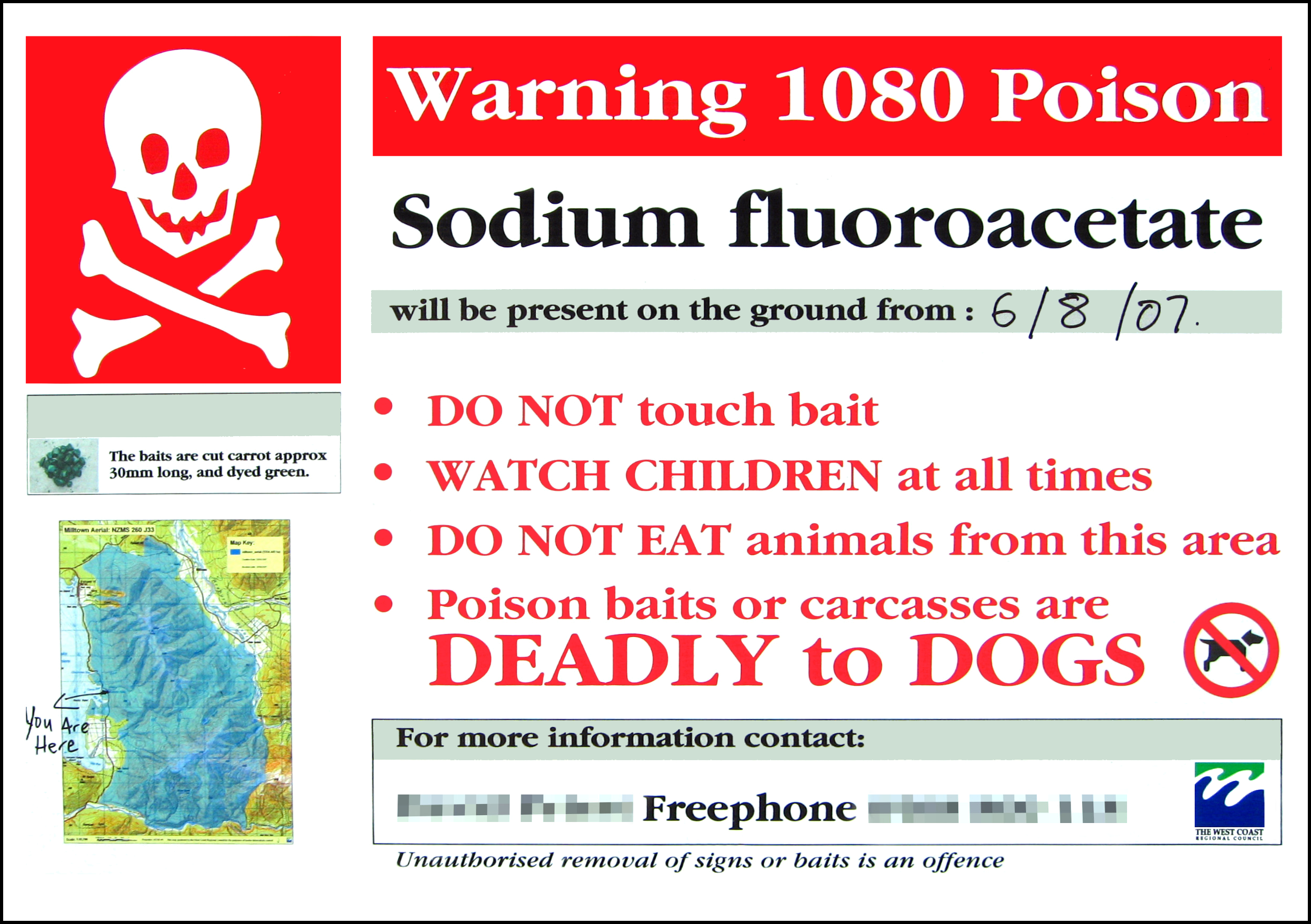
Etichetta di un'esca contenente "1080" in Nuova Zelanda

Il composto è stato ampiamente usato in passato per il controllo di roditori ed altri mammiferi. Data l'estrema pericolosità l'uso è stato tuttavia proibito in molti stati. Viene ancora usato in Australia contro le volpi. In Giappone, Israele e Messico come rodenticida. Negli Stati Uniti contro i coyote per difendere le pecore. In Nuova Zelanda è usato contro mammiferi come ermellino, topi, gatti, opossum e altri predatori introdotti. Viene inoltre utilizzato in Canada, India e Olanda.